# Joachim Karol Potocki
Joachim Karol Potocki (1725-1791), noble polonais, membre de la famille Potocki, staroste de Trembowla et Grybów, grand échanson de Lituanie (1763-1780). Il fut un des leaders de la Confédération de Bar.

## Biographie
Il est le fils de Jan Kanty Potocki et de Konstancja Sobieska

## Mariage et descendance
En 1752, Joachim Karol Potocki épouse Teresa Sapieha, fille de Józef Franciszek Sapieha, qui lui donne deux enfants:
- Krystyna Potocka
- Joanna Potocka

Il épouse ensuite Anna Salomea Grocholska, fille de Marcin Grocholski (pl)

## Sources
- (pl) Cet article est partiellement ou en totalité issu de l’article de Wikipédia en polonais intitulé « Joachim Karol Potocki » (voir la liste des auteurs).